# Olivia Wilde
Olivia Jane Cockburn, ismertebb nevén Olivia Wilde (New York, 1984. március 10. –) amerikai-ír színésznő, filmrendező, filmproducer és aktivista.
Legismertebb televíziós alakítása Remy "Tizenhármas" Hadley volt a Doktor House című orvosi drámasorozatban (2007–2012). Filmes szerepei közé tartozik A nő másik arca (2005), az Alpha Dog (2007), a Tron: Örökség (2010), a Cowboyok és űrlények (2011), a Vaj (2011), a Hajsza a győzelemért (2013), a Káosz karácsonyra (2015) és a Richard Jewell balladája (2019).
2017-ben debütált a Broadwayen az 1984 című regény színpadi feldolgozásában, Julia szerepében. 2019-ben rendezte meg első nagyjátékfilmjét, az Éretlenségi című tinivígjátékot, mely kedvező kritikákat kapott.

## Élete és pályafutása
Gyermekkorában nagyon sokat volt Washingtonban, majd az andoveryi Phillips Akadémián tanult. A nyarait utazással töltötte. 2003-ban Los Angelesbe költözött és kisebb szerepek után A narancsvidék egyik visszatérő mellékszerepe tette ismertté a nevét. Több filmszerep után A Donelly klán női főszerepére őt választották ki, de a sorozatot néhány rész után törölték. Szerepelt a Doktor House című sorozatban.
A színészkedés mellett Olivia Wilde a Los Angeles Filmmakers’ Cooperative tagja és folyóirat-szerkesztője (férjével is itt ismerkedett meg), és tervei között szerepel egy gyermekfilmfesztivál megszervezése is.

## Magánélete
2003. június 7-én, 19 éves korában Wilde feleségül ment Tao Ruspoli olasz filmrendezőhöz és zenészhez, az arisztokrata Ruspoli család tagjához. A virginiai Washingtonban, egy iskolabusz fedélzetén házasodtak össze, mindössze két tanú jelenlétében. Később azt mondta, hogy az esküvő egy elhagyatott iskolabuszban történt, mert ez volt az egyetlen hely, ahol teljesen egyedül lehettek, mivel a házasság akkoriban még titokként volt kezelve. 2011. február 8-án ő és Ruspoli bejelentették, hogy különválnak. 2011. március 3-án Wilde "kibékíthetetlen ellentétekre" hivatkozva beadta a válókeresetet a Los Angeles megyei bíróságon. A válást 2011. szeptember 29-én véglegesítették. Wilde nem kért házassági támogatást, és a pár négyszemközti megállapodásra jutott a vagyonmegosztásról.
Wilde 2011 novemberében kezdett randizni Jason Sudeikis amerikai színésszel és komikussal. 2013 januárjában jegyezték el egymást. A párnak két gyermeke van: egy 2014-ben született fiú, Otis, és egy 2016-ban született lány, Daisy. Sudeikis és Wilde kapcsolata 2020 novemberében ért véget egy bizonyos Harry Styles miatt, amint azt Sudeikis a GQ magazinnak a következő év júliusában megjelent riportjában elmondta. Wilde és Styles két éven keresztül jártak és kapcsolatukat végig megterhelte Wilde folyamatos erőfeszítése – amibe saját gyerekeit is belevonta –, hogy Stylest úgymond "jó útra térítse" és a rendszeres féltékenykedése Styles zabolátlan életvitele miatt. Végül 2022 novemberében zajosan szakítottak, amit tovább fokozott, hogy Styles már 2023 elején össze is jött Emily Ratajkovszkyval, akit Wilde addig a barátjának tekintett.
Wilde ellentmondásos személyiség. Jól ismert feminista és életének különböző időszakaiban vegán is volt, 2010-ben mégis a "legszexibb" vegetáriánus hírességnek választotta a PETA (állatjogi szervezet). Azonban 2013-ban már peszketáriánusnak (olyan étkezési filozófiát követő személy, aki megeszi a halak, rákok, kagylók és puhatestűek húsát) vallotta magát.

## Filmográfia

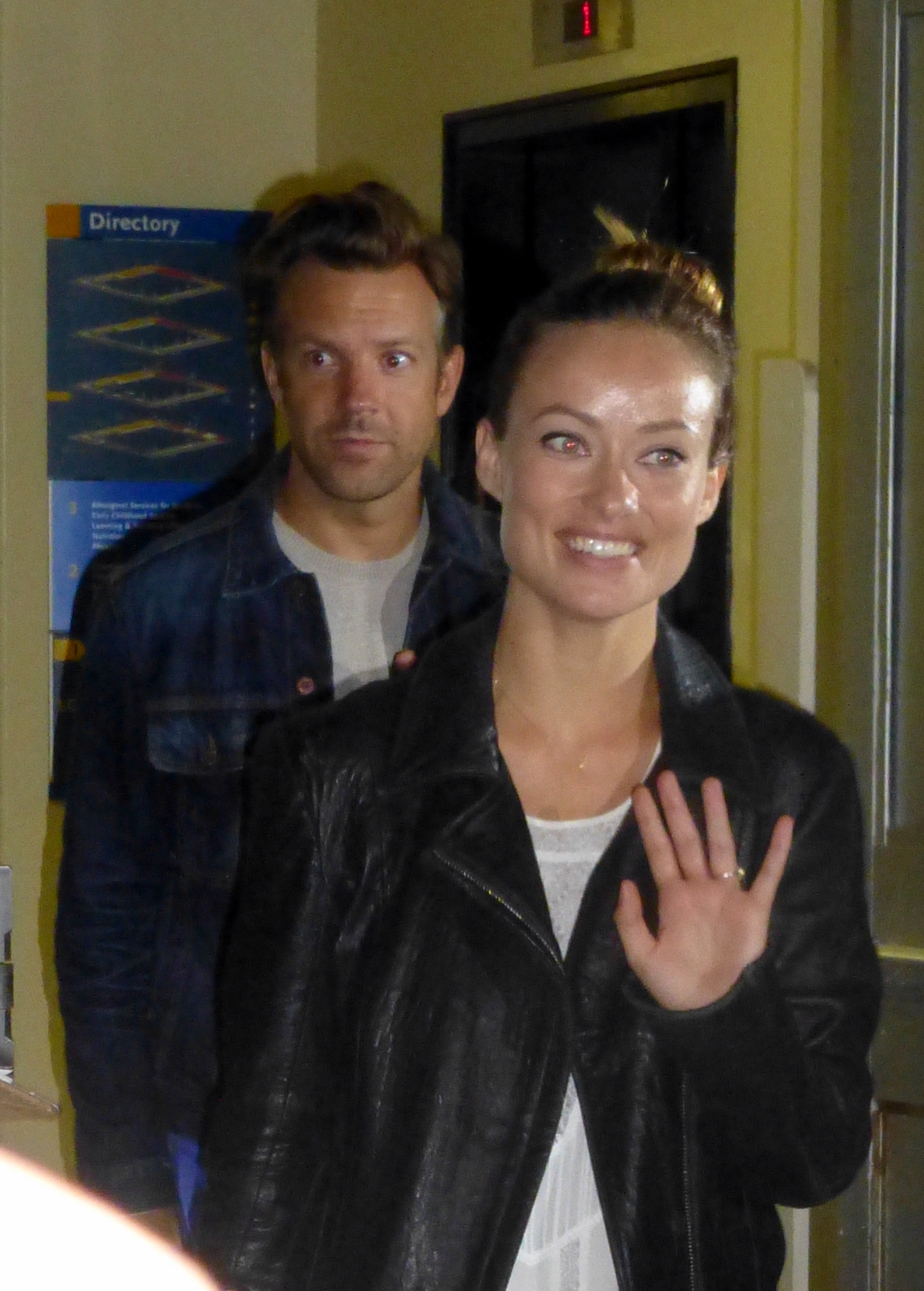
Wilde és akkori partnere, Jason Sudeikis 2013-ban

### Film

#### Rendező, író és producer
| Év   | Magyar cím        | Eredeti cím         | Feladatkör | Feladatkör | Feladatkör | Megjegyzések |
| Év   | Magyar cím        | Eredeti cím         | Rendező    | Író        | Producer   | Megjegyzések |
| ---- | ----------------- | ------------------- | ---------- | ---------- | ---------- | ------------ |
| 2011 |                   | Free Hugs           | Igen       | Igen       | Nem        | rövidfilm    |
| 2013 | Ivócimborák       | Drinking Buddies    | Nem        | Nem        | Vezető     |              |
| 2015 | Lehull az éj      | Meadowland          | Nem        | Nem        | Igen       |              |
| 2018 | Igazságosztó      | A Vigilante         | Nem        | Nem        | Igen       |              |
| 2019 | Éretlenségi       | Booksmart           | Igen       | Nem        | Nem        |              |
| 2020 |                   | Wake Up             | Igen       | Nem        | Nem        | rövidfilm    |
| 2022 | Nincs baj, drágám | Don't Worry Darling | Igen       | Nem        | Igen       |              |

#### Színész
| Év   | Magyar cím                      | Eredeti cím                              | Szerep                          | Magyar hang         | Rendező              |
| ---- | ------------------------------- | ---------------------------------------- | ------------------------------- | ------------------- | -------------------- |
| 2004 | Szüzet szüntess                 | The Girl Next Door                       | Kellie                          |                     | Luke Greenfield      |
| 2005 | A nő másik arca                 | Conversations with Other Women           | koszorúslány                    | Dögei Éva           | Hans Canosa          |
| 2006 | Alpha Dog                       | Alpha Dog                                | Angela Holden                   | Ruttkay Laura       | Nick Cassavetes      |
| 2006 | Király ötletek                  | Bickford Shmeckler's Cool Ideas          | Sarah Witt                      |                     | Scott Lew            |
| 2006 | Végzetes kitérő                 | Turistas                                 | Bea                             | Haumann Petra       | John Stockwell       |
| 2007 | Bobby Z élete és halála         | The Death and Life of Bobby Z            | Elizabeth                       | Kéri Kitty          | John Herzfeld        |
| 2008 |                                 | Fix                                      | Bella                           |                     | Tao Ruspoli          |
| 2009 |                                 | The Ballad of G.I. Joe (rövidfilm)       | Bárónő                          |                     | Daniel Strange       |
| 2009 | A kezdet kezdete                | Year One                                 | Inanna hercegnő                 | Vadász Bea          | Harold Ramis         |
| 2010 | A következő három nap           | The Next Three Days                      | Nicole                          | Vadász Bea          | Paul Haggis (1.)     |
| 2010 | Tron: Örökség                   | Tron: Legacy                             | Quorra                          | Peller Mariann      | Joseph Kosinski      |
| 2010 |                                 | Weird: The Al Yankovic Story (rövidfilm) | Madonna                         |                     | Eric Appel           |
| 2011 | Vaj                             | Butter                                   | Brooke Swinkowski               | Bánfalvi Eszter     | Jim Field Smith      |
| 2011 | Testcsere                       | The Change-Up                            | Sabrina McKay                   | Pálmai Anna         | David Dobkin         |
| 2011 | Cowboyok és űrlények            | Cowboys & Aliens                         | Ella Swenson                    | Bánfalvi Eszter     | Jon Favreau          |
| 2011 | Lopott idő                      | In Time                                  | Rachel Salas                    | Peller Anna         | Andrew Niccol        |
| 2011 |                                 | On the Inside                            | Mia Conlon                      |                     | D.W. Brown           |
| 2012 | Kelepce                         | Deadfall                                 | Liza                            | Pikali Gerda        | Stefan Ruzowitzky    |
| 2012 | Hétköznapi emberek              | People Like Us                           | Hannah                          | Solecki Janka       | Alex Kurtzman        |
| 2012 | Hétköznapi emberek              | People Like Us                           | Hannah                          | Majsai-Nyilas Tünde | Alex Kurtzman        |
| 2012 | Lopott szavak                   | The Words                                | Daniella                        | Haumann Petra       | Brian Klugman        |
| 2013 | Ivócimborák                     | Drinking Buddies                         | Kate                            | Pap Katalin         | Joe Swanberg         |
| 2013 | A nő                            | Her                                      | nő a vakrandin                  | Haumann Petra       | Spike Jonze          |
| 2013 | A fantasztikus Burt Wonderstone | The Incredible Burt Wonderstone          | Jane                            | Pálmai Anna         | Don Scardino         |
| 2013 | Hajsza a győzelemért            | Rush                                     | Suzy Miller                     | Pálmai Anna         | Ron Howard           |
| 2013 | Harmadik fél                    | Third Person                             | Anna Barr                       | Pálmai Anna         | Paul Haggis (2.)     |
| 2014 | Működik a kémia                 | Better Living Through Chemistry          | Elizabeth Roberts               | Pikali Gerda        | David Posamentier    |
| 2014 | Működik a kémia                 | Better Living Through Chemistry          | Elizabeth Roberts               | Pikali Gerda        | Geoff Moore          |
| 2014 | A leghosszabb hét               | The Longest Week                         | Beatrice Fairbanks              | Majsai-Nyilas Tünde | Peter Glanz          |
| 2015 | A Lazarus-hatás                 | The Lazarus Effect                       | Zoe McConnell                   | Kéri Kitty          | David Gelb           |
| 2015 | Káosz karácsonyra               | Love the Coopers                         | Eleanor Cooper                  | Pikali Gerda        | Jessie Nelson        |
| 2015 | Lehull az éj                    | Meadowland                               | Sarah                           | Kéri Kitty          | Reed Morano          |
| 2015 |                                 | Unity (dokumentumfilm)                   | narrátor                        |                     | Shaun Monson         |
| 2016 |                                 | Black Dog, Red Dog                       | Sunshine                        |                     | több rendező         |
| 2018 | Az élet maga                    | Life Itself                              | Abby Dempsey                    | Kéri Kitty          | Dan Fogelman         |
| 2018 | Igazságosztó                    | A Vigilante                              | Sadie                           |                     | Sarah Daggar-Nickson |
| 2019 | Richard Jewell balladája        | Richard Jewell                           | Kathy Scruggs                   | Kéri Kitty          | Clint Eastwood       |
| 2021 | Mielőtt mindennek vége          | How It Ends                              | Alay                            | Szávai Viktória     | Daryl Wein           |
| 2021 | Mielőtt mindennek vége          | How It Ends                              | Alay                            | Szávai Viktória     | Zoe Lister-Jones     |
| 2021 | Szellemirtók – Az örökség       | Ghostbusters: Afterlife                  | Gozer (stáblistán nem szerepel) |                     | Jason Reitman        |
| 2022 | DC Szuperállatok Ligája         | DC League of Super-Pets                  | Lois Lane (hangja)              | Kéri Kitty          | Jared Stern          |
| 2022 | Nincs baj, drágám               | Don't Worry Darling                      | Mary                            | Peller Mariann      | Olivia Wilde         |
| 2022 | Babylon                         | Babylon                                  | Ina Conrad (cameo)              | Pikali Gerda        | Damien Chazelle      |

### Televízió
| Év        | Magyar cím      | Eredeti cím                                     | Szerep                        | Magyar hang                                              |
| --------- | --------------- | ----------------------------------------------- | ----------------------------- | -------------------------------------------------------- |
| 2003–2004 |                 | Skin                                            | Jewel Goldman                 | 6 epizód                                                 |
| 2004–2005 | A narancsvidék  | The O.C.                                        | Alex Kelly                    | 13 epizód                                                |
| 2007      | A Donnelly klán | The Black Donnellys                             | Jenny Reilly                  | főszereplő (13 epizód)                                   |
| 2007–2012 | Doktor House    | House                                           | Dr. Remy "Tizenhármas" Hadley | - főszereplő (4-7. évad) - visszatérő szereplő (8. évad) |
| 2012      |                 | Half the Sky                                    | önmaga                        | dokumentumfilm                                           |
| 2012      | Robotcsirke     | Robot Chicken                                   | több szereplő hangja          | 1 epizód                                                 |
| 2012      |                 | Tron: Uprising                                  | Quorra (hangja)               | 1 epizód                                                 |
| 2013      |                 | The High Fructose Adventures of Annoying Orange | Cauliflower (hangja)          | 1 epizód                                                 |
| 2014      | Amerikai fater  | American Dad!                                   | Denise (hangja)               | 1 epizód                                                 |
| 2014–2015 |                 | Portlandia                                      | Brit                          | 3 epizód                                                 |
| 2014–2020 | BoJack Horseman | BoJack Horseman                                 | Charlotte (hangja)            | 6 epizód                                                 |
| 2015      |                 | Doll & Em                                       | Olivia                        | 5 epizód                                                 |
| 2016      | Bakelit         | Vinyl                                           | Devon Finestra                | főszereplő (10 epizód)                                   |
| 2017      | Atyám, Zorn!    | Son of Zorn                                     | Radiana (hangja)              | 1 epizód                                                 |

## Fordítás
- Ez a szócikk részben vagy egészben  az   Olivia Wilde című angol Wikipédia-szócikk fordításán alapul.  Az eredeti cikk szerkesztőit annak laptörténete sorolja fel. Ez a jelzés csupán a megfogalmazás eredetét és a szerzői jogokat jelzi, nem szolgál a cikkben szereplő információk forrásmegjelöléseként.